# Saint-Jacques-des-Blats
Saint-Jacques-des-Blats település Franciaországban, Cantal megyében. Lakosainak száma 292 fő (2022. január 1.). Saint-Jacques-des-Blats Albepierre-Bredons, Brezons, Laveissière, Mandailles-Saint-Julien, Pailherols, Saint-Clément és Thiézac községekkel határos.

## Népesség
A település népessége az elmúlt években az alábbi módon változott:
| Lakosok száma | 459  | 387  | 352  | 316  | 329  | 339  | 330  | 293  | 291  | 292  |
|               | 1968 | 1982 | 1990 | 2006 | 2013 | 2015 | 2017 | 2019 | 2020 | 2022 |